# 铁路支线

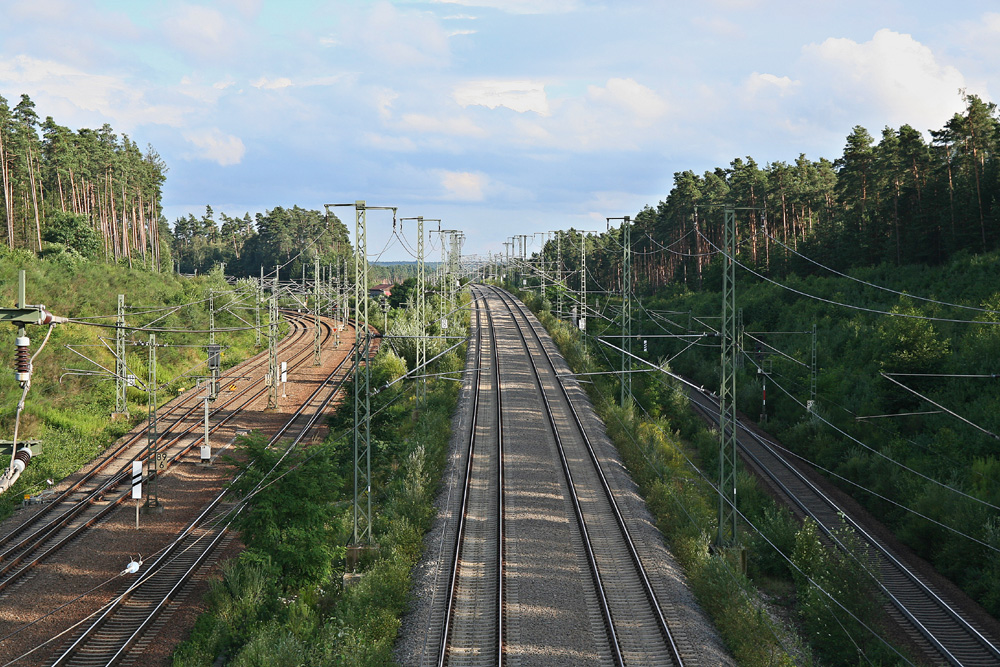
连接纽伦堡－慕尼黑高速铁路与德国普速铁路网的一条支线铁路。

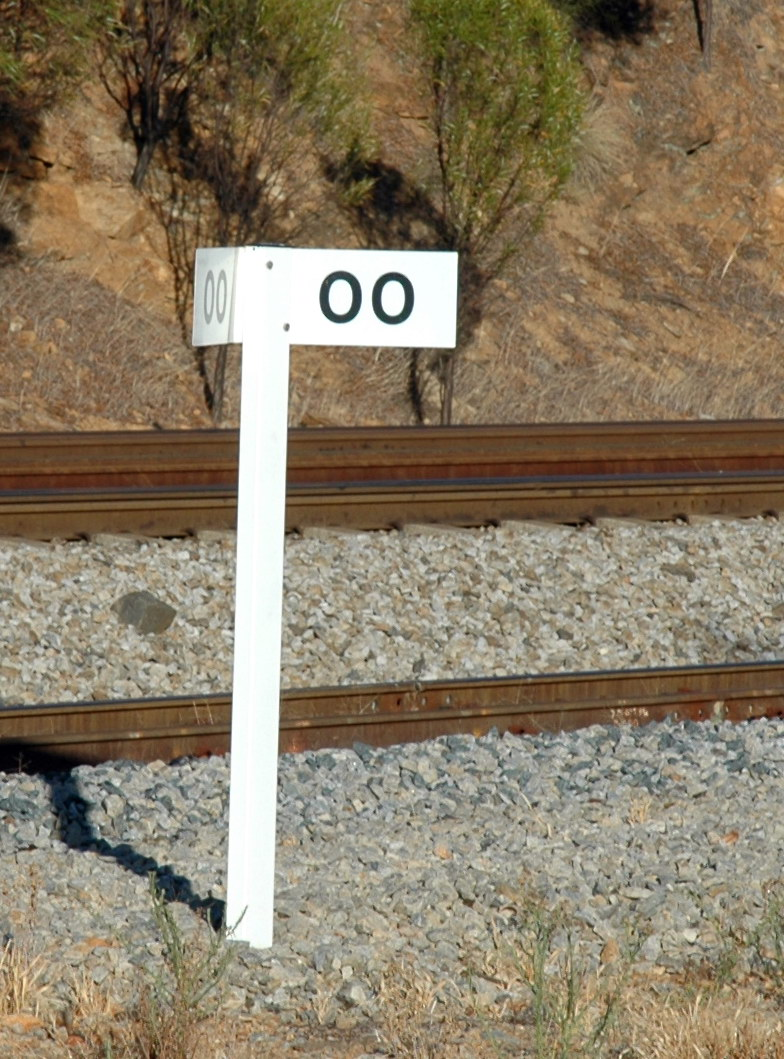
西澳大利亚的一条支线铁路的0公里标

铁路支线（英語：branch line）是相对于铁路干线（main line），为较短的，一端与干线相接的铁路线。等级偏低，以单线铁路、普速铁路或非电气化铁路为主。

## 工业专用线
工业专用线（industrial spur）用于铁路客户装卸车而不干扰铁路系统运行。通常是很短的支线铁路。